# I'm Coming (Rain)
I'm Coming è un brano musicale del cantante sudcoreano Rain, estratto come primo singolo dall'album Rain's World nell'ottobre 2006.
Il brano figura il featuring del rapper coreano Tablo.

## Il video
Il video musicale prodotto per I'm Coming vede il cantante Rain con delle ali d'angelo scendere in una città devastata dalla guerra.

## Tracce
CD Single
1. I'm Coming (Album Version) featuring Tablo
2. I'm Coming (Album Edit)
3. I'm Coming (Instrumental Version)
4. I'm Coming (Music Video)